# Championnats du monde de biathlon 1988
Navigation
Lake Placid et Lahti 1987 Feistritz 1989
Les Championnats du monde de biathlon se sont tenus du 29 février au 6 mars 1988 à Chamonix (France). Seules les épreuves féminines (pas encore olympiques) sont disputées, car les hommes participent par ailleurs aux Jeux olympiques d'hiver de 1988 à Calgary.
Ce sont les derniers championnats du monde où épreuves féminines et masculines se déroulent en des lieux et dates différents.

## Les résultats

### Femmes
| Épreuve          | Or                                                               | Argent                                                  | Bronze                                               |
| Sprint 5 km      | Petra Schaaf                                                     | Eva Korpela                                             | Anne Elvebakk                                        |
| 10 km individuel | Anne Elvebakk                                                    | Elin Kristiansen                                        | Venera Chernychova                                   |
| Relais 3 × 5 km  | Union soviétique -Venera Chernychova -Elena Golovina -Kaya Parve | Norvège -Elin Kristiansen -Anne Elvebakk -Mona Bollerud | Suède -Eva Korpela -Inger Björkbom -Sabiene Karlsson |

## Le tableau des médailles
| Médailles | Pays                 | Or | Argent | Bronze | Ensemble |
| --------- | -------------------- | -- | ------ | ------ | -------- |
| 1         | Norvège              | 1  | 2      | 1      | 4        |
| 2         | Union soviétique     | 1  | 0      | 1      | 2        |
| 3         | Allemagne de l'Ouest | 1  | 0      | 0      | 1        |
| 4         | Suède                | 0  | 1      | 1      | 2        |